# Chris Bristow
Pour les articles homonymes, voir Bristow.
Chris Bristow, né le 2 décembre 1937 à Lambeth, Angleterre et mort le 19 juin 1960 à Spa, en Belgique, est un pilote automobile britannique qui évolua en Formule 1 (quatre départs en Grand Prix). 
Il participe au Grand Prix automobile de Belgique 1960 de Formule 1 sur une vieille Cooper de l'écurie British Racing Partnership et se tue dans le dix-neuvième tour après avoir été éjecté de sa voiture lors d'une sortie de piste à Burnenville, une section aujourd'hui disparue du circuit de Spa-Francorchamps. Burnenville, un virage très rapide, était bordé d'un remblai d'un peu plus d'un mètre de haut, suivi d'une clôture faite de fil de fer barbelé, bordant un champ et située à environ trois mètres. La voiture s'est retournée après avoir heurté le remblai et Bristow, projeté sur le barbelé, a été décapité.
Stirling Moss s'était blessé grièvement dans le même virage pendant les essais de la veille, et Alan Stacey, un autre pilote britannique, se tue au vingt-cinquième tour de la course après avoir été heurté par un oiseau en plein visage.

## Résultats en championnat du monde de Formule 1
| Saison | Écurie                     | Châssis    | Moteur      | Pneus  | GP disputés | Points inscrits | Classement |
| ------ | -------------------------- | ---------- | ----------- | ------ | ----------- | --------------- | ---------- |
| 1959   | British Racing Partnership | Cooper T51 | Climax L4   | Dunlop | 1           | 0               | Nc.        |
| 1960   | Yeoman Credit Racing Team  | Cooper T51 | Borgward L4 | Dunlop | 3           | 0               | Nc.        |